# Jadranski bračić
Jadranski bračić (lat. Fucus virsoides), endemična je vrsta smeđe alge iz Jadranskog mora, poglavito u njegovom sjevernom dijelu. Raste na stjenama uz morsku obalu u zoni mediolitorala (zona plime i oseke), na mjestima jakih strujanja.
Pripada porodici bračića (Fucaceae). Tamnosmeđe je do maslinastosmeđe boje, ima sluzavo tijelo koje ga štiti od isušivanja u vrijeme oseke. Ima lepezasto razgranate listove, a može narasti od 10 do 15 centimetara. Steljka (thalus) stopalom je pričvršćena za kamenu podlogu (oolit).
Razmnožava se spolno u vodi. Organi za razmnožavanje (muški anteridij i ženski oogonij) nalaze se u rasplodnim jamicama (konceptakuli) na kraju zrelih listova u vršnom zadebljanju (receptakul) s aerocistama. Aerociste su ispunjene plinom, a zadatak aerocista kod algi je da je održavaju u uspravnom položaju poput plovka.
Izbjegava onečišćena područja i živi samo u bistrom i čistome moru pa je prirodni pokazatelj njegove čistoće.

## Zaštita
Ova vrsta je ugrožena zbog onečišćenje i degradacija staništa, te je strogo zaštićena prema Pravilniku o proglašavanju divljih svojti zaštićenim i strogo zaštićenim (NN 7/06 i NN 99/09).